# Сан-Педро (Альбасете)
Сан-Педро (ісп. San Pedro) — муніципалітет в Іспанії, у складі автономної спільноти Кастилія-Ла-Манча, у провінції Альбасете. Населення — 1272 особи (2010).
Муніципалітет розташований на відстані близько 220 км на південний схід від Мадрида, 34 км на південний захід від Альбасете.
На території муніципалітету розташовані такі населені пункти: (дані про населення за 2010 рік)
- Каньяда-Хункоса: 56 осіб
- Касас-де-Абахо: 11 осіб
- Куевас-дель-Моліно-де-лас-Дос-П'єдрас: 3 особи
- Сан-Педро: 1202 особи

## Демографія
Динаміка населення (INE ):

## Галерея зображень
- Розташування муніципалітету у провінції Альбасете

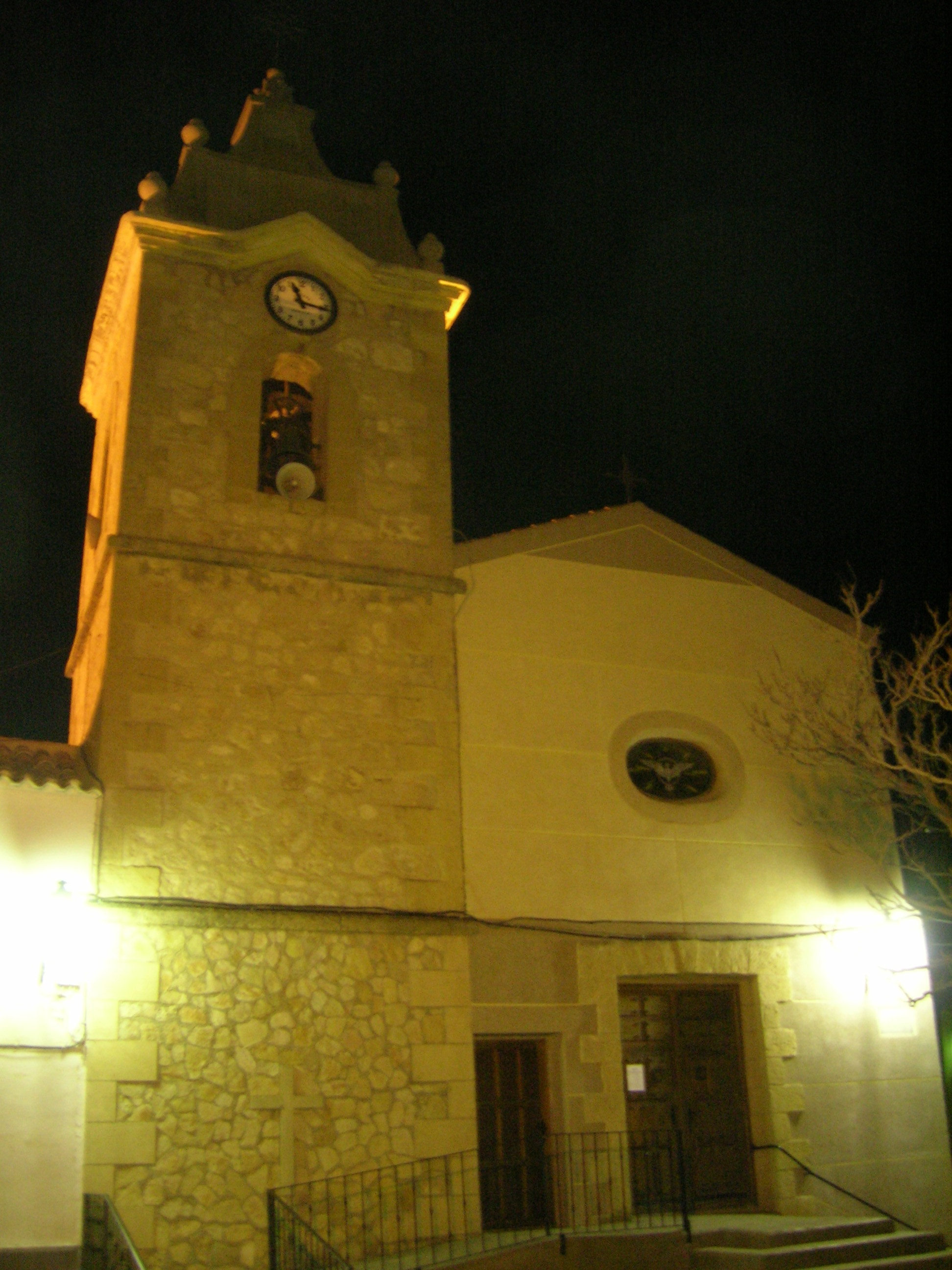
Церква у Сан-Педро